# Автомобильные дороги Армении

Автомобильные дороги Закавказья

Автомобильные дороги — важная составная часть транспортной системы республики. При наличии слаборазвитой железнодорожной сети, автомобильные дороги Армении имеют решающее значение в социально-экономическом развитии страны. Роль магистралей Армении незаменима также и в деле международных перевозок.
Сформировавшаяся в Армении автодорожная сеть общего пользования составляет 7637 км, 96,7 % которых имеет твёрдое покрытие. На каждые 1000 км² территории республики приходится 258 км дорог.

## Автодороги
Первые дороги, которые мы понимаем в современном своём значении, появились в Армении в XIX веке. Из Еревана, столицы Армении, расходятся четыре многополосных «автобана» — в Арарат, Аштарак, Армавир и Севан.
Мегрийская трасса на участке Ереван — Арарат двойная: к югу в обход городов идет быстрый «автобан», а с севера — параллельная ему старая трасса, по которой идут ближние автобусы. Такого явления, как закрытые на зиму перевалы, в Армении нет.
Главными трассами Армении с наибольшим трафиком являются:
- М1: Ереван — Аштарак — Гюмри — Бавра (пункт автодорожного пропуска на границе с Грузией). Длина трассы 173,7 км.
- М2: Ереван — Арарат — Капан — Мегри — Агарак (пункт автодорожного пропуска на границе с Ираном). Длина трассы 384,3 км.
- М3: Ереван — Аштарак — Ванадзор — Гогаван (пункт автодорожного пропуска на границе с Грузией). Длина трассы 183,7 км.
- М4: Ереван — Севан — Азатамут.
- М5: Ереван — Армавир — Ушакерт (недействующий пункт автодорожного пропуска на закрытой границе с Турцией).
- М6: Ванадзор — Баграташен (пункт автодорожного пропуска на границе с Грузией).
- М7: Ванадзор — Гюмри — Ахурик (недействующий пункт автодорожного пропуска на закрытой границе с Турцией).
- М8: Ванадзор — Дилижан.
- М9: Талин — Каракерт — Вананд.
- М10: Севан — Мартуни — Ехегнадзор.
- М11: Мартуни — Варденис — Зодский перевал на границе с Азербайджаном.
- М12: Горис — Тех — направление на Степанакерт[2] (Ханкенди)[3]
- М13: Ангехакот — Шагат — закрытая с 1988 года граница с Нахичеванью (Азербайджан).
- М14: Цовагюх — Варденис (шоссе восточного берега озера Севан).
- М15: Ереванская объездная дорога.
- M16: Ахтанак — Азатамут.
- M17: Капан — Шикахох — Мегри.

Автостоп также популярен в Армении.

## Хайвеи
В последние годы в Армении части нескольких крупных дорог преобразованы в многополосные хайвеи с разделенными полосами встречного движения. При таком преобразовании нумерация этих частей дорог не изменяется.
- Сегмент от Еревана до Аштарака, 26 км.
- Сегмент от Еревана до Арарата, 50 км.
- Сегмент от Еревана до Цовагюха, 72 км.
- Сегмент от Еревана до Армавира, 44 км.
- Сегмент от Талина до Азатана, 42 км.

## Реконструкция автодороги
В октябре 2023 года правительства Армении и Ирана подписали контракт на строительство участка автомагистрали М2 Каджаран—Агарак (граница с Ираном), предусматривающий строительство 32 километров высокоскоростной магистрали, включающей 2 тоннеля и 17 мостов. Срок сдачи — 3 года. Стоимость контракта — 214,6 млн. долл. Финансирование проекта осуществляется за счёт кредитных средств Евразийского банка развития, а также бюджетных денег Республики Армения.
В феврале 2024 года стало известно о начале строительных работ.

## Галерея

### Трасса М2

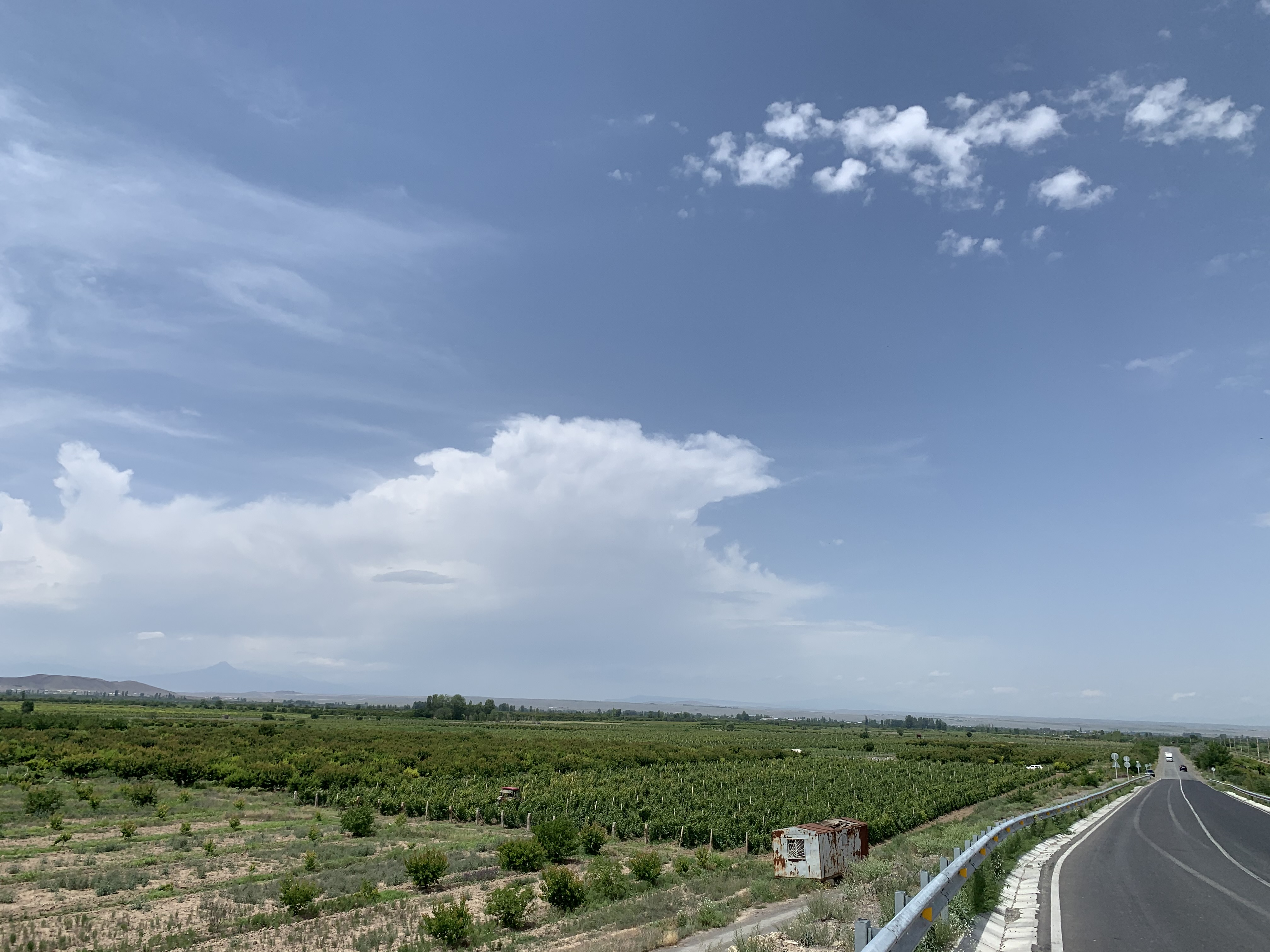
Участок Армавир—Мясникян
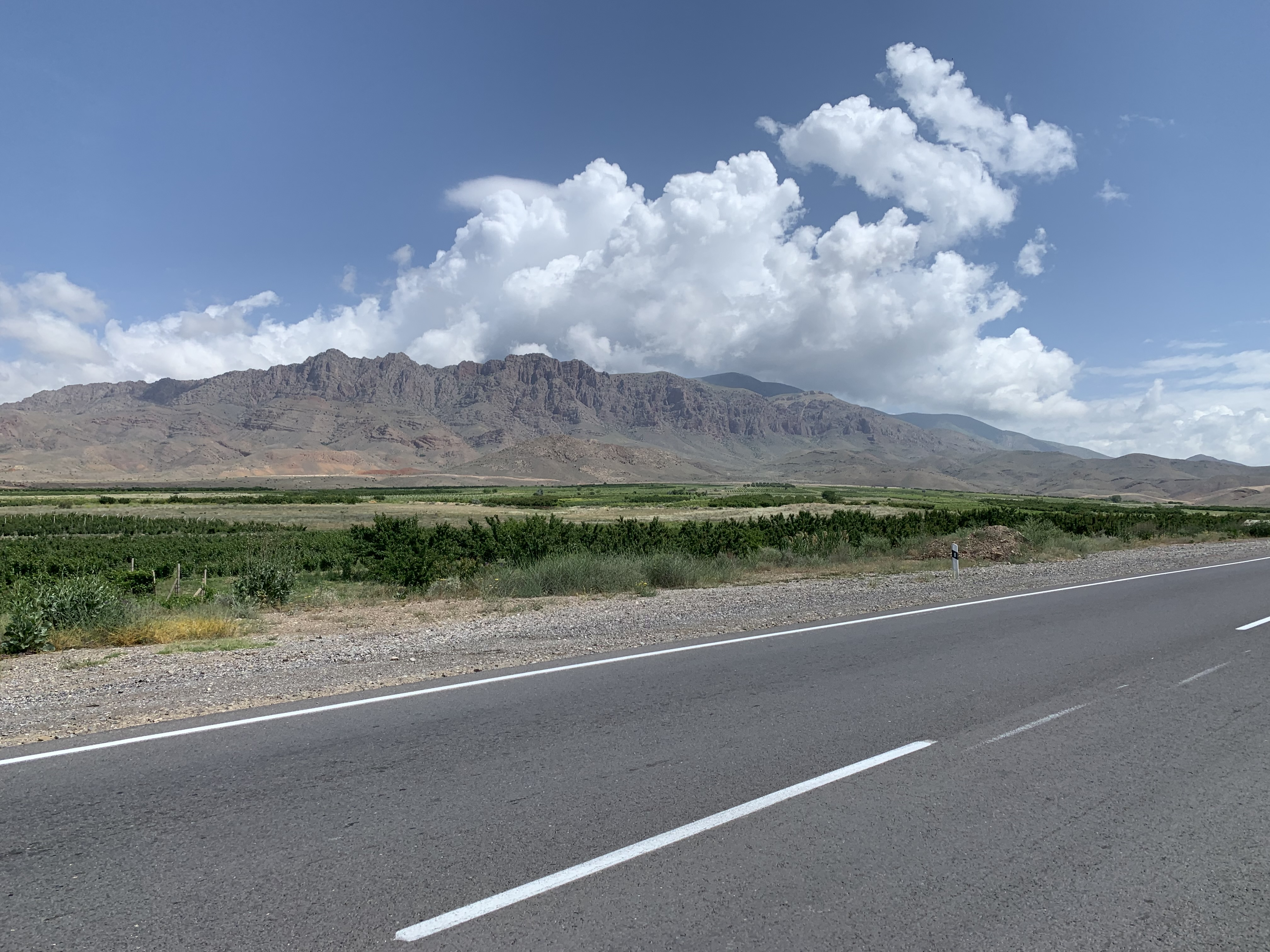
Участок Ерасх - Паруйр Севак
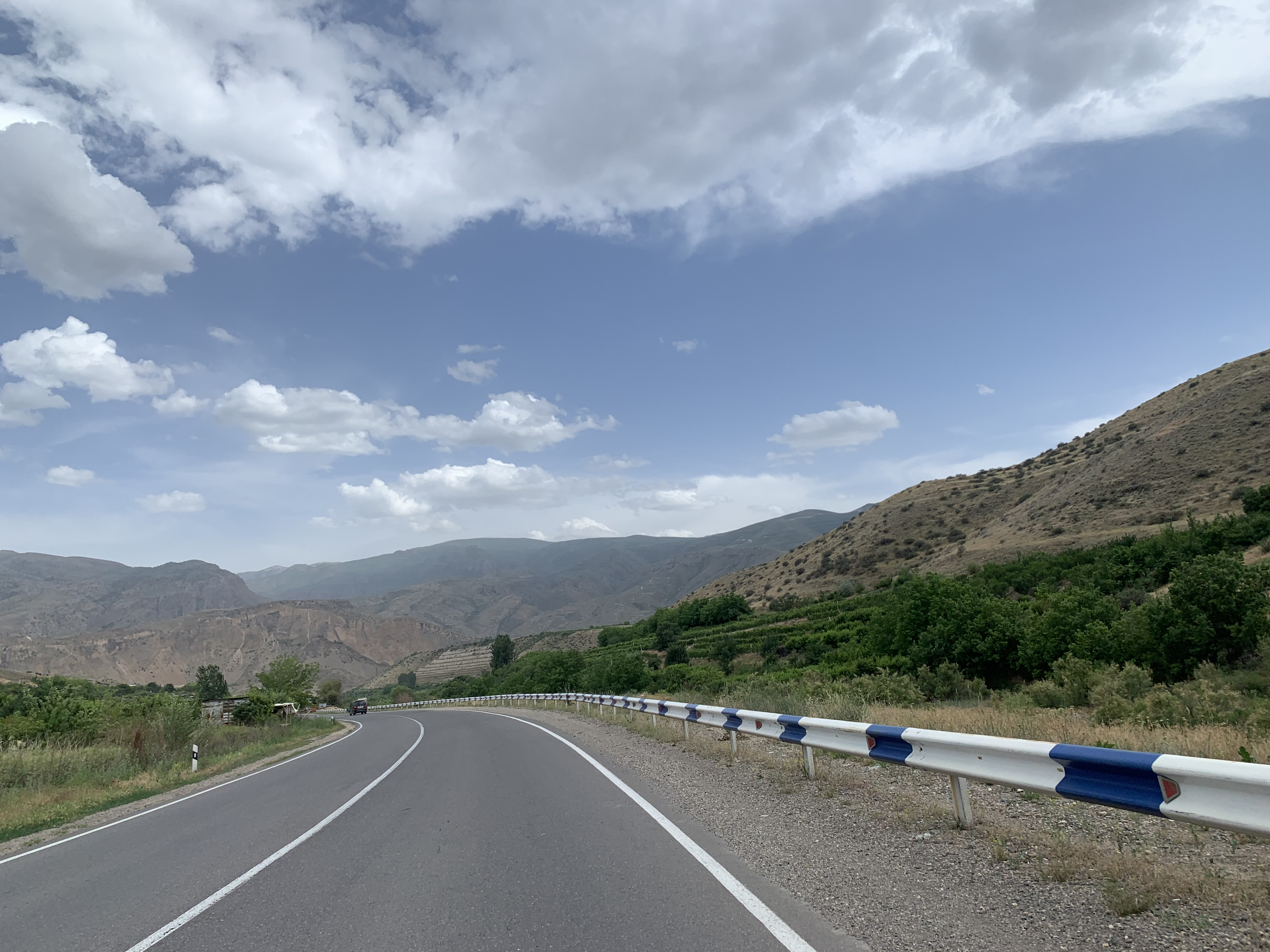
Участок Чива - Арени
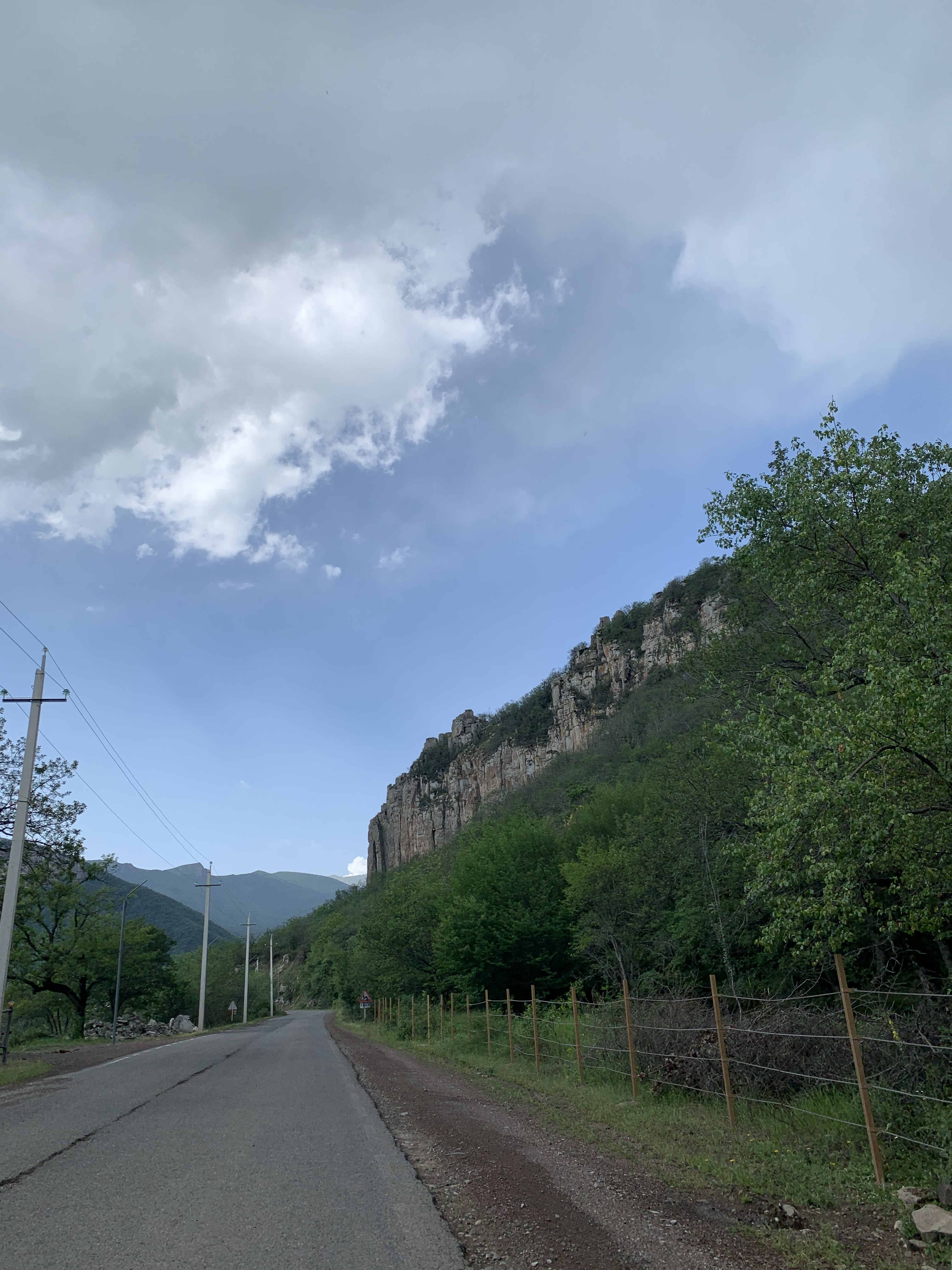
Участок Горис-Татев в районе Алидзора
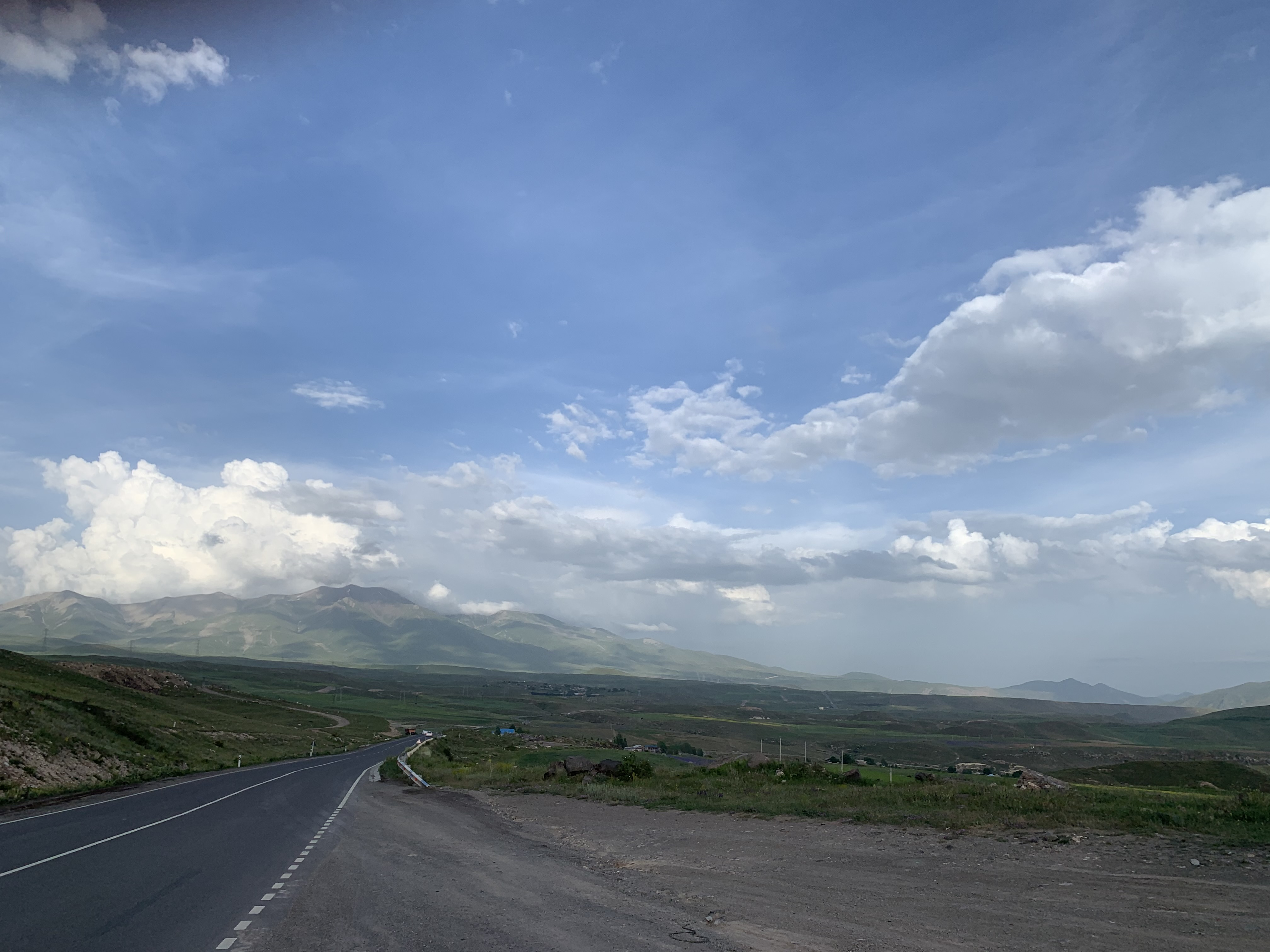
Участок между Ангехакотом и Сисианом
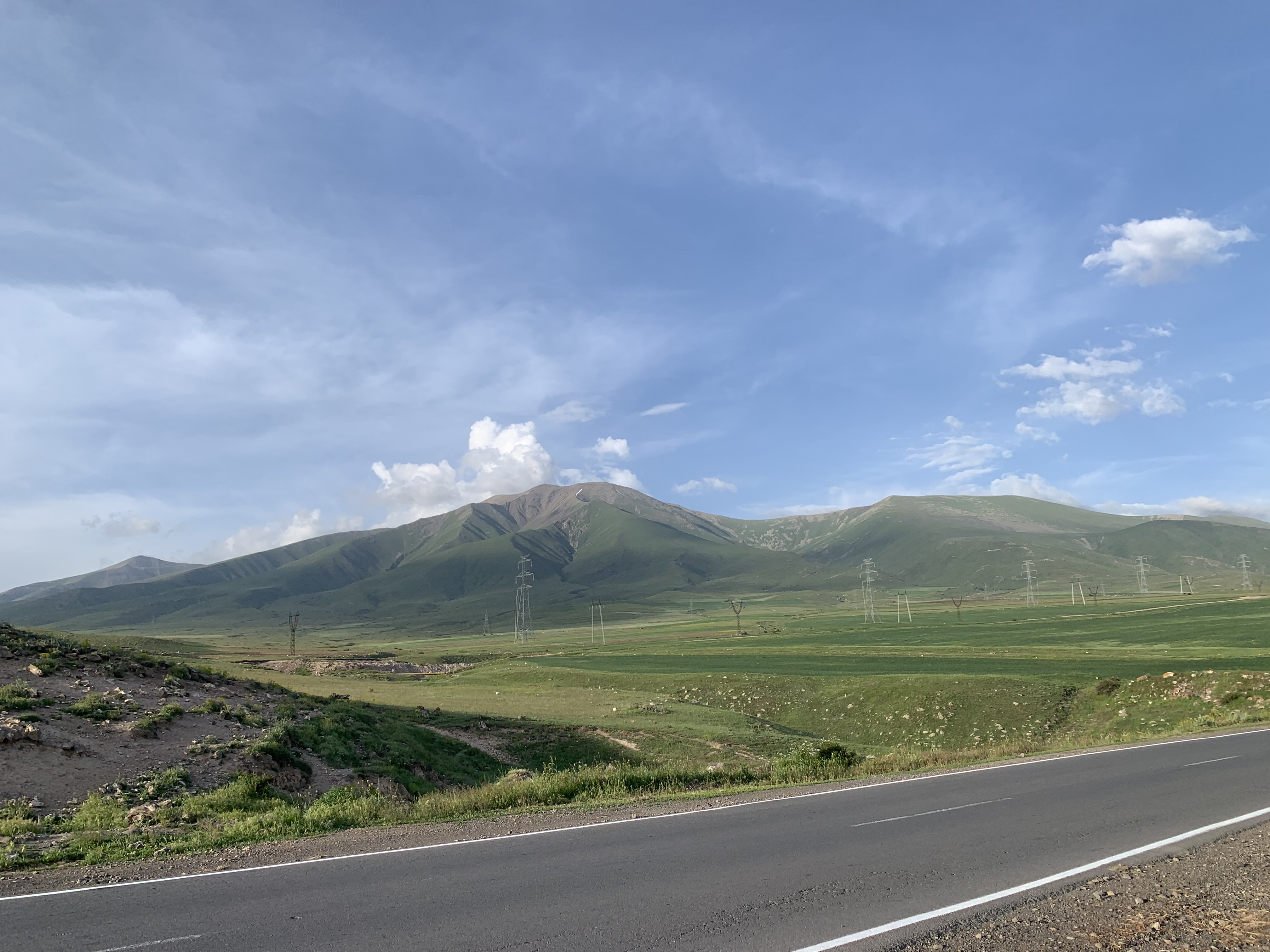
Участок между Сисианом и Горисом
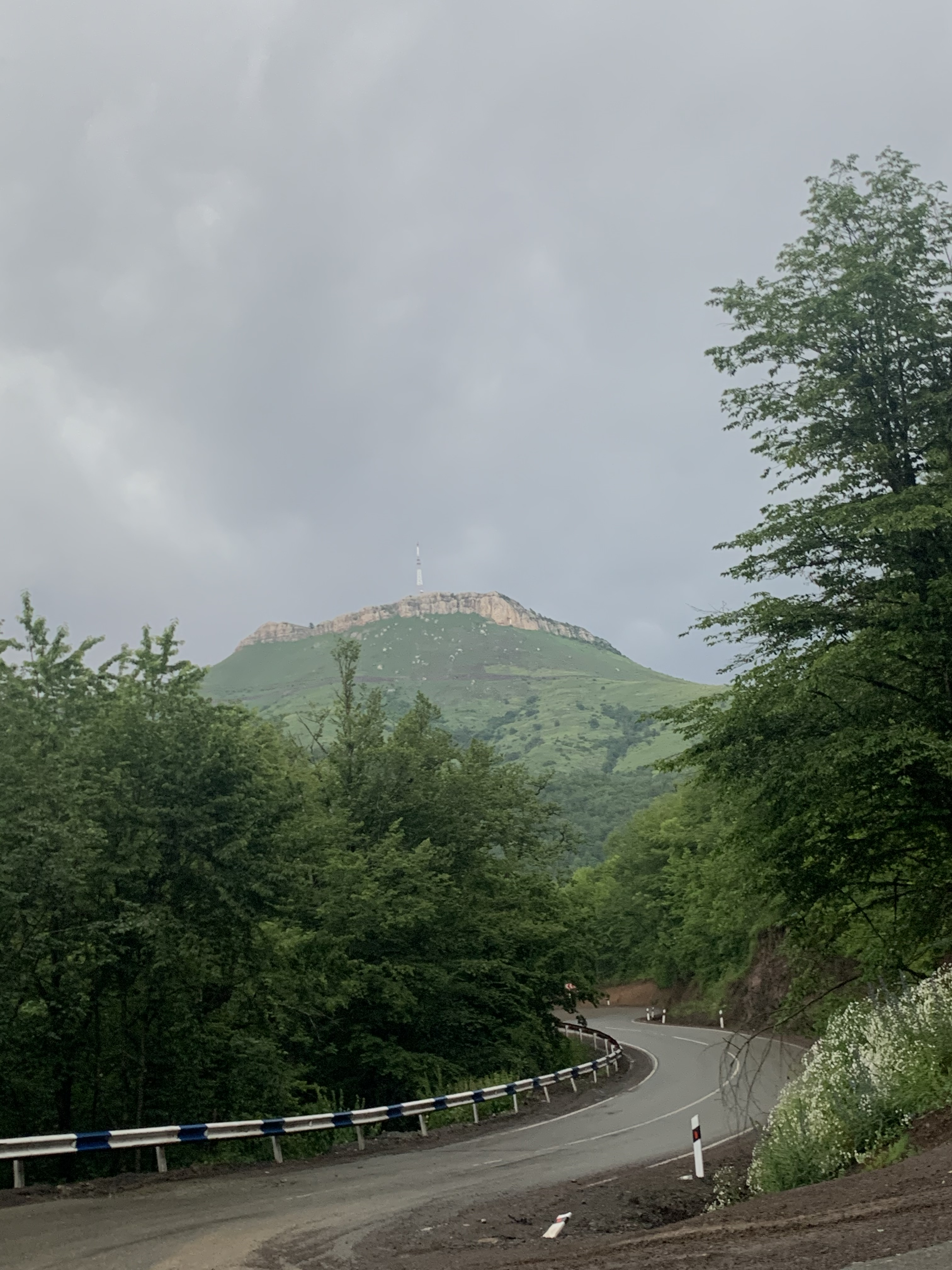
Участок между Горисом и Капаном
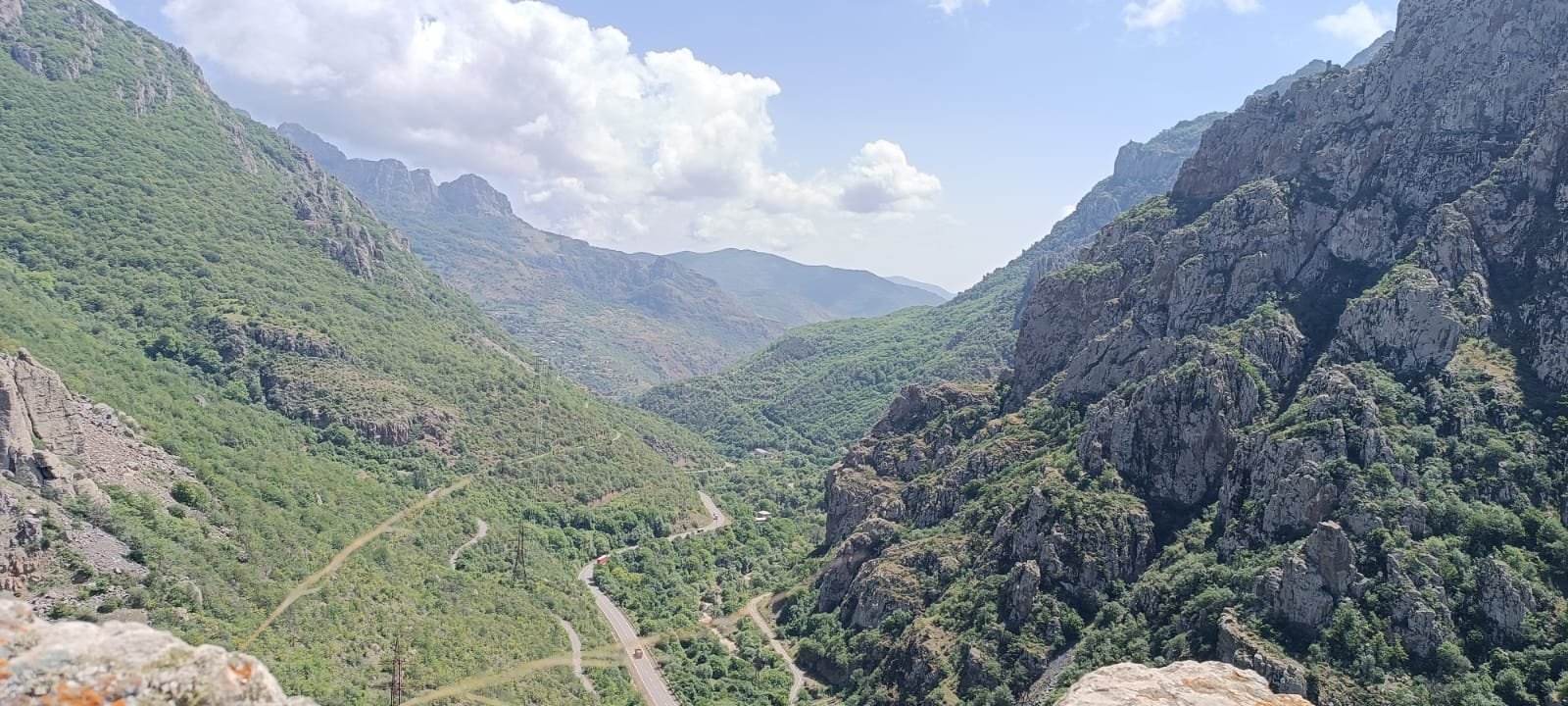
Трасса в районе крепости Багаберд (между Капаном и Каджараном)
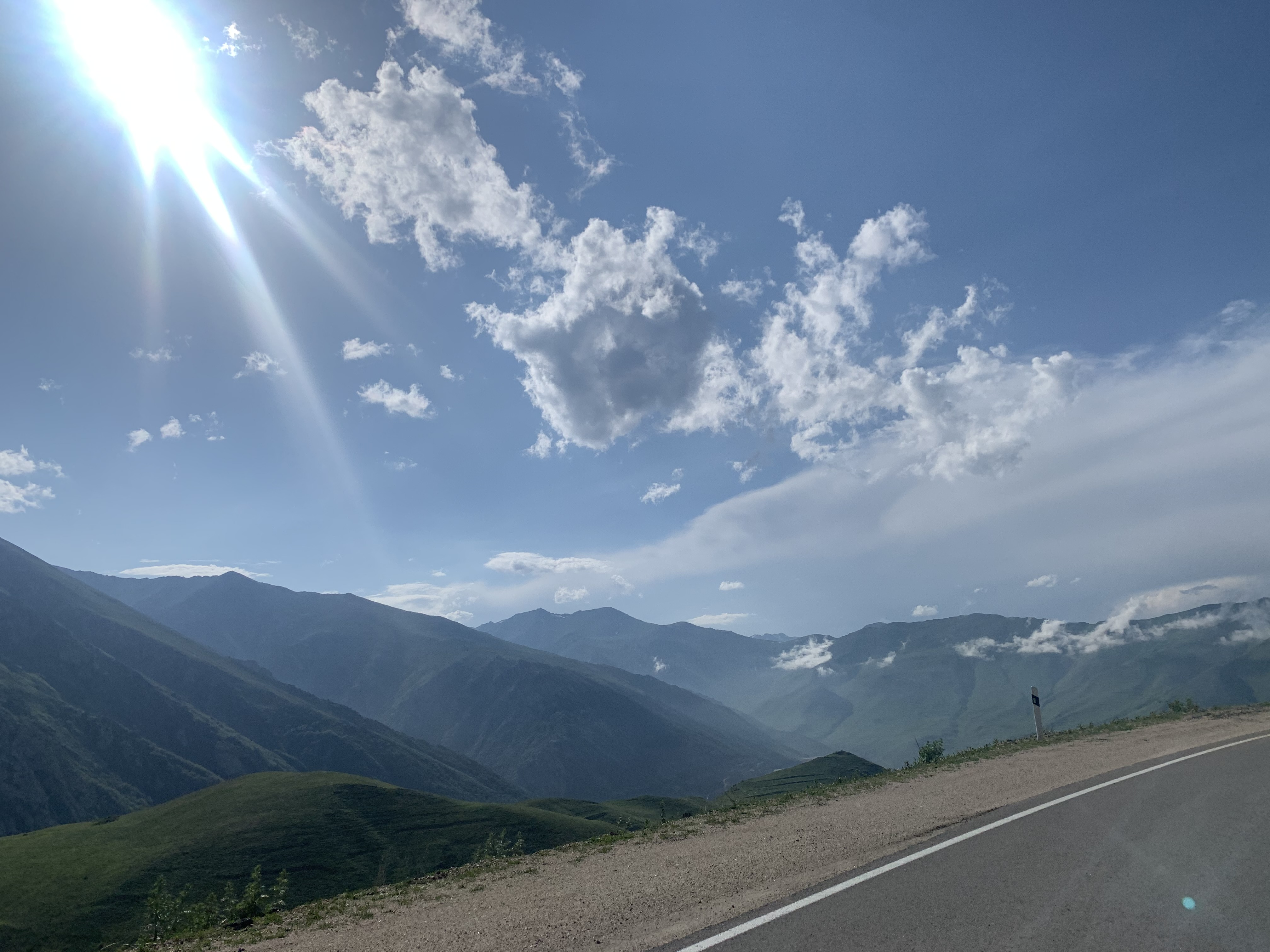
Участок между Каджараном и селом Личк
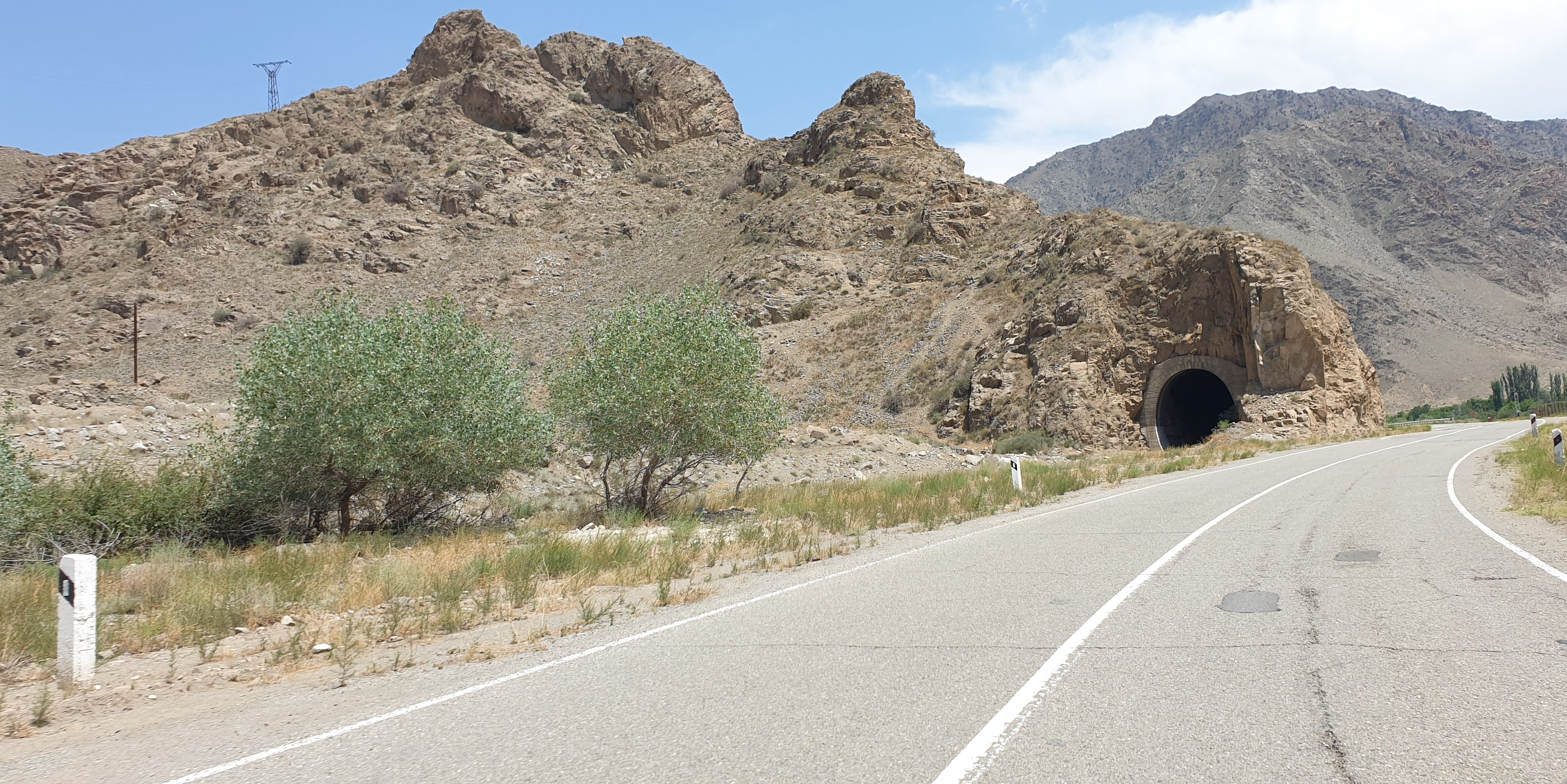
Участок дороги Мегри-Нрнадзор и железнодорожный тоннель
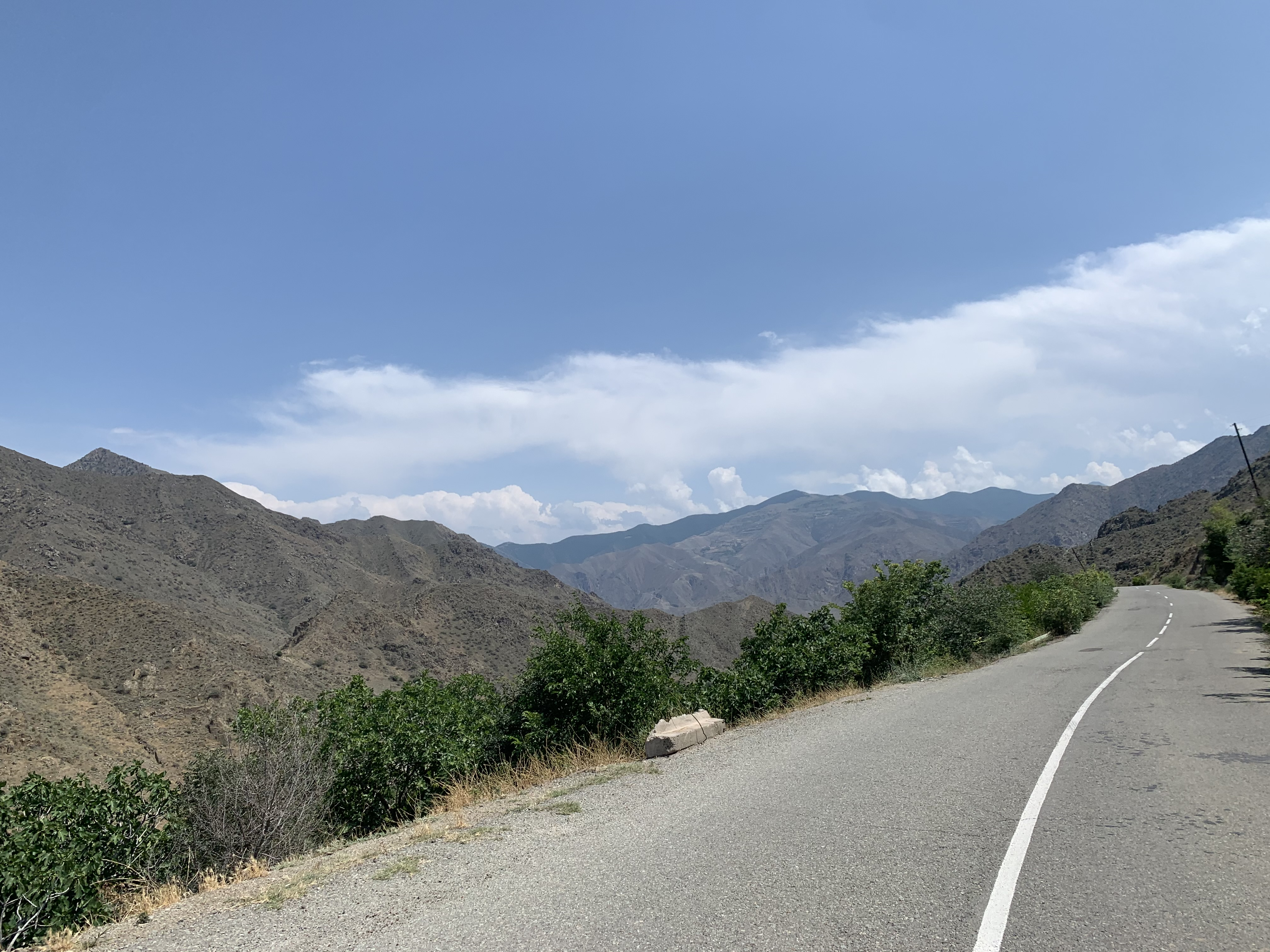
Участок в районе Шванидзора